# ジャンパオロ・カルーゾ
ジャンパオロ・カルーゾ（Giampaolo Caruso、1980年8月15日 - ）は、イタリア、アーヴォラ出身の自転車競技（ロードレース）選手。

## 来歴
2001年
- ロードレース世界選手権・U23部門個人ロードレース 2位
- ヨーロッパ自転車競技選手権大会（欧州選手権）・個人ロードレース(U23部門) 優勝

2002年、オンセ・エロスキと契約。
2003年
- ツアー・ダウンアンダー 区間1勝(第5)

2005年
- ジロ・デ・イタリア 総合19位

2006年
- ジロ・デ・イタリア 総合12位
- その後、オペラシオン・プエルトにかかる疑惑がもたれ、スペイン自転車競技連盟より出場保留の通達を受けた[1]。

2007年、ランプレ・フォンディタル（後の、ランプレ・ISD）に移籍。
- 12月、イタリアオリンピック委員会(CONI)より、2年間の出場停止処分を下されたが、その後、スポーツ仲裁裁判所(CAS)に上訴。

2008年
- 4月30日、チェラミカ・フラミニアと契約。

2009年
- 1月23日、CASより『無罪』の採決が下された[2]。
- ブリクシア・ツアー 総合優勝

2010年
- 6月30日まで、チーム・ミルラムに在籍。
- 7月1日より、チェラミカ・フラミニアに復帰した後、9月1日よりチーム・カチューシャに移籍。
- ジロ・ディ・ロンバルディア 10位